# 華麗島
《華麗島》為台灣日治時期的一份文學期刊，即台灣詩人協會之機關雜誌，於1939年（昭和14年）12月1日創刊。西川滿擔任發行人，北原政吉則為編輯人。其內容以在台日人與台籍作家所創作之新詩為中心。1940年1月1日，台灣詩人協會改組擴張為台灣文藝家協會，並發行機關雜誌《文藝台灣》，《華麗島》遂以一期停刊；然《文藝台灣》創刊號仍多收錄詩作，出刊時間也與《華麗島》相仿，遂可視為其延續之作。

## 台灣詩人協會會員
《華麗島》中共集結了33名詩人，共有21位日本人、12位台灣人。
| 台灣詩人協會 會員名簿 |          |          |          |          |            |
| 赤松孝彥              | 池田敏雄 | 石田道雄 | 系數正雄 | 王育霖   | 郭水潭     |
| 川平朝申              | 喜多邦夫 | 北原政吉 | 邱淳洸   | 邱炳南   | 黃得時     |
| 吳新榮                | 澁山春樹 | 莊培初   | 竹內康治 | 中山侑   | 高橋比呂美 |
| 長野泰一              | 西川滿   | 新田淳   | 新垣宏一 | 久長興人 | 日野原孝治 |
| 本田晴光              | 萬波教   | 村田義清 | 楊雲萍   | 龍瑛宗   | 水蔭萍     |
| 林精鏐                | 林夢龍   |          |          |          |            |